# Arizona (bokserie)
Arizona var en bokserie som kom ut 1970 på Wennerbergs förlag med blandade författare. Det kom endast ut sju nummer av denna serie.